# Ira D. Sankey
Ira David Sankey (28 de Agosto de 1840 - 13 de agosto de 1908), conhecido como “A doce Voz do Metodismo” (The Sweet Singer of Methodism), foi um cantor e compositor gospel americano, associado do evangelista Dwight L. Moody.

## Primeiros anos
Ele nasceu em 28 de agosto de 1840 em Edimburgo, bem próximo a New Castle, a sede do condado de Lawrence County, Pensilvânia, filho de David e Mary Sankey (nascida Mary Leeper). Seu pai, David Sankey, era um cidadão proeminente do oeste da Pensilvânia, tendo servido como senador estadual por uma série de anos, e também como banqueiro e como editor, e sendo nomeado por Abraham Lincoln como coletor de receita interna. Era um membro leigo muito engajado da Igreja Episcopal Metodista, pelo que, apesar de sua ocupação principal ser a de um homem de negócios, muitas vezes era chamado a dirigir grandes públicos sobre assuntos religiosos.
Já quando criança, o talento musical de Ira Sankey foi notado. Com 16 anos, Sankey se converteu em uma reunião de Despertar e reavivamento na "Capela do Rei" - King's Chapel, a cerca de cinco quilômetros de sua casa. Ele se juntou à igreja de seus pais, em New Castle, e muito se envolveu na vida desta igreja; em pouco tempo se tornou o diretor do coro, o superintendente da escola dominical e o presidente local da Associação Cristã de Moços. Sankey lutou fortemente para a introdução de instrumentos musicais no culto de sua igreja e conseguiu o estabelecimento do primeiro órgão da comunidade.
Ele era autodidata na música, pelo que sua origem veio de uma família bastante musical.

## Serviço na Guerra e Casamento
Como jovem Sankey serviu como soldado ao lado do Partido da União Constitucional na Guerra da Secessão Americana. Após a guerra, ele se juntou como assistente de seu pai no Internal Revenue Service (IRS). Ele se casou com Fanny Victoria Edwards, uma membra de seu coro, em setembro de 1863; a jovem teve filhos, Henry, John Sankey e Ira Allan Sankey. Nenhum deles teve descendentes.
Seu físico era impressionante, sendo de alta estatura e também dotado de um "tronco" imponente (48 polegadas, ou 1 metro e 20 de peito!).

## Trabalho conjunto com Moody

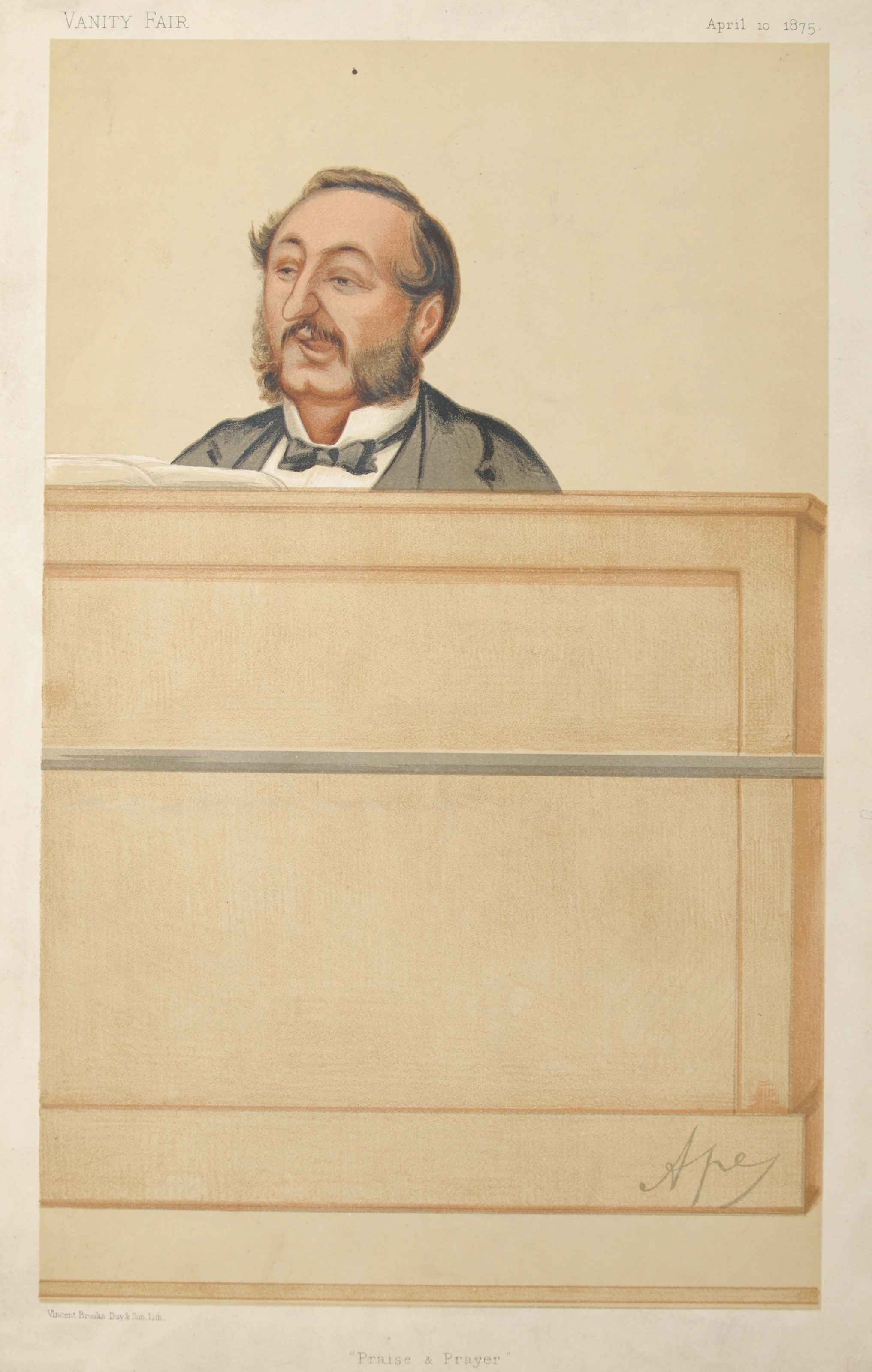
Caricatura de Sankey publicada em 1875 pela revista britânica Vanity Fair.

Em 1870 Sankey conheceu, pela primeira vez, o evangelista Dwight Lyman Moody, quando foi a representar seu grupo da Associação Cristã de Moços na Convenção Internacional da ACM em Indianápolis. Nesta reunião Sankey embalou a canção “There Is a Fountain Filled with Blood” (Há uma fonte cheia de sangue), onde inspirou grandemente os presentes jovens a cantar. Seu canto muito impressionou Moody, que ao final do culto aproximou-se dele e o perguntou com seu jeito típico sem rodeios: "De onde você é, você é casado, qual a sua profissão?" Sankey respondeu que era casado, tinha dois filhos e era um funcionário público. O evangelista respondeu em tom convicto: "Você deve desistir disso e me ajudar com meus eventos". Sankey tentou explicar que ele não conseguia ter essa mesma ideia espontânea, mas Moody respondeu: "Você deve. Estive esperando por você há oito anos.". Sankey, porém, não tinha gostado muito da ideia, e provavelmente não levou muito a sério. Mas no dia seguinte chegou-lhe um cartão do senhor Moody convidando-o para estar com ele em certa esquina às 6 horas da noite. Sankey aceitou ao convite.
Para sua surpresa, Moody pegou uma caixa em uma loja próxima, colocou-a na borda da calçada e pediu a Sankey para subir e cantar. Sankey fez o que Moody o pediu e logo, muitos dos trabalhadores que voltavam apressados das fábricas para suas casas ficaram fascinados com o canto e, em pouco tempo, uma grande plateia ao ar livre estava montada.
Seis meses depois, Sankey renunciou seu cargo na administração tributária para acompanhar Moody em Chicago. Este foi o início de uma colaboração duradoura, que durou até pouco antes da morte de Moody em 1899.
Em outubro de 1871, Sankey e Moody estavam no meio de uma reunião de reavivamento quando o Grande Incêndio de Chicago estourou. Os dois com custo escaparam vivos do incêndio. Sankey acabou por ver a cidade queimar do Lago Michigan, onde estava, sobre um barco a remo. Em 7 de junho de 1872, Sankey e Moody fizeram a primeira de várias visitas  que fariam juntos ao Reino Unido. Os hinos de Sankey foram promovidos pelo pregador batista de Londres, Charles Spurgeon, muito tempo depois. Quando estiveram em Edimburgo, eles arrecadaram 10 000 libras em uma captadora de recursos para construir uma casa nova e permanente para a Carrubbers Close Mission, e mais tarde naquele ano, a pedra fundamental do edifício foi colocada. Hoje, o prédio continua sendo um dos poucos no Royal Mile que ainda atende a sua finalidade original.

## Carreira musical
Sankey escreveu vários hinos e músicas, e fez arranjos e compôs em grande escala. Ele colaborou com Philip Bliss e, mais tarde, com James McGranahan e George Stebbins em uma série de coleções de "canções sagradas" publicadas nos Estados Unidos por Hubert Main pela Biglow & Main Co. e no Reino Unido por Morgan & Scott, editores também de seu trabalho Sacred Songs and Solos, muito popular e amplamente conhecido como "Sankey & Moody", cuja edição final na década de 1890 continha mais de 1200 peças e que até hoje está em uso. Sankey serviu como presidente da Biglow & Main de 1895 a 1908. Ele também trabalhou com uma escritora de hinos muito produtiva da empresa, Fanny Crosby, que se tornou sua amiga e parceira musical.

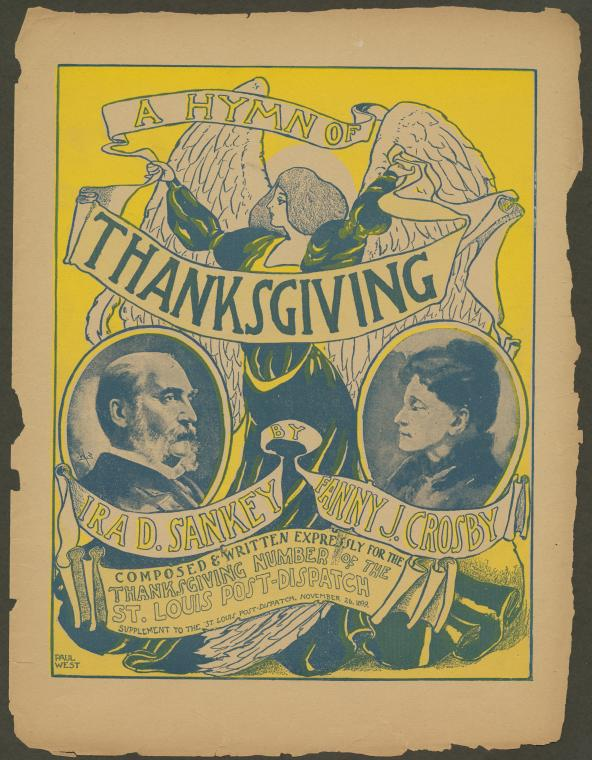
Capa da partitura de "Um hino de Ação de Graças" com os rostos de Ira Sankey e Fanny Crosby, 26 de Novembro de 1899.

Sua mais famosa composição, "The Ninety and Nine" (As noventa e nove) foi inspirada com peculiaridade. Sankey e Moody estavam viajando de Glasgow para Edimburgo em maio de 1874, onde eles iriam participar de uma campanha de três dias, a convite dos pastores daquela cidade. Ao embarcar no trem, Sankey comprou um jornal semanal por um centavo, no desejo de ter notícias dos Estados Unidos, pois havia quase um ano que se achava afastado de sua terra natal. Ele, porém, encontrou apenas um sermão do pregador americano Henry Ward Beecher, não achando notícias de sua terra, o que o deixou desgostoso. Foi então que encontrou uma pequena poesia num canto do jornal que muito o impressionou. E ele leu para Moody, que, porém apenas o respondeu com educação. Sankey cortou o poema e colocou-o no bolso. No culto de meio-dia do segundo dia da campanha, Moody pregou a parábola do bom pastor e, no término olhou para Sankey e perguntou: “Você tem um solo próprio para este assunto, com o qual possamos encerrar a reunião?” Sankey ficou perplexo. Pensou imediatamente no Salmo 23, mas desistiu, porque esse hino havia sido cantado várias vezes durante a conferência. De repente, Sankey ouviu uma voz dentro de si dizendo: “Cante o número que você achou no trem”. Ele, porém, pensou que isto seria impossível porque nenhuma música havia sido escrita para esta poesia. Mas aquela impressão forte esteve mais uma vez em sua mente, de que ele devia cantar aquelas belas e oportunas palavras que havia encontrado. Ele colocou o pequeno pedaço de jornal que tinha posto no bolso no órgão, em sua frente, e então embarcou o poema. No final das cinco estrofes, Moody correu para ele com os olhos marejados em lágrimas e disse: "Sankey, onde você achou este hino?". "As noventa e nove" nasceu e se tornou a canção mais famosa de Ira Sankey. As palavras foram compostas por uma escocesa, Elizabeth Clephane, em 1868.
A tradução deste hino para o português foi feita em 1877 pelos também escoceses Robert Reid Kalley e sua esposa Sarah Pouton Kalley, os mesmos que em 1861 publicaram “Salmos e Hinos”, o primeiro hinário brasileiro. Em português o hino tem o título “A ovelha perdida.”.

## Morte e legado
O glaucoma cegou Sankey nos últimos cinco anos de sua vida. Ele morreu em 13 de agosto de 1908 em sua casa no Brooklyn, Nova York. Ele foi enterrado no Green-Wood Cemetery no Brooklyn. Sua esposa morreu em 1910 e seu filho John em 1912.
Essa associação dos dois – "pregador-musicista" – relembrou, em algum grau, o trabalho conjunto de Charles Finney e Thomas Hastings. E acabou se constituindo como um marco para próximas gerações, onde a mesma sequência “pregador-musicista” se repetiu e criando-se forte ligação e identidade. Foi o caso das associações entre os evangelistas R. A. Torrey e J. Wilbur Chapman e Charles Alexander; de Billy Sunday para com Homer Rodeheaver; e posteriormente Billy Graham e Cliff Barrows. Também nas palavras de Hustad: "Na história da Inglaterra entre 1870 e 1880, os nomes de Moody e Sankey estão ligados para sempre, pois o musicista parece tão importante quanto o pregador na realização da obra de Deus. O mesmo aconteceu com 'Chapman e Alexander' e 'Sunday e Rodeheaver'".
Em 1979-80, a Gospel Music Association reconheceu as prodigiosas contribuições de Sankey para a música gospel, listando-o no GMA Gospel Music Hall of Fame. Também em 2007 foi incluído no Christian Music Hall of Fame.

## Obras
Entre os livros que publicou sob o seu nome:
- "The Gospel Choir" (O coro gospel)
- "The Male Choir" (O coro masculino)
- "Christian Endeavor Hymn Book" (Hinário do Esforço Cristão)
- "Sankey's Story of the Gospel Hymns" (A história dos hinos evangélicos por Sankey)
- "My Life and My Sacred Songs" (Minha vida e minhas canções da igreja)

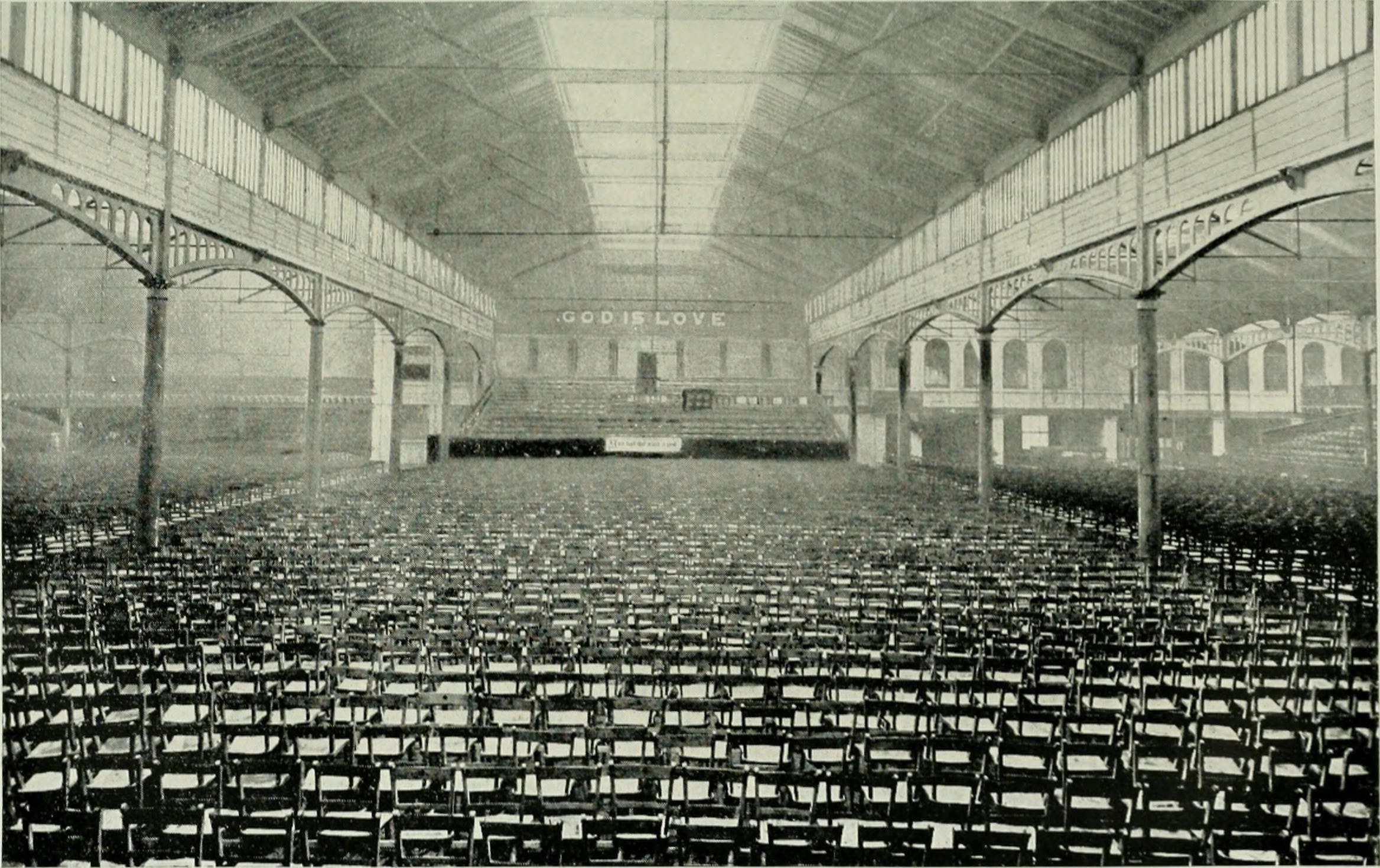
Imagem contida em seu livro "My life and sacred songs" (1906) (14598120210)

Também coletâneas de compilações de várias obras - incluindo as suas próprias:
- "Sacred Songs and Solos" (Canções Sagradas e Solos)
- "Gospel Hymns" (Cantos evangélicos; coletânea que atingiu 50 milhões de cópias em 1908[4]).
- "Winnowed Songs" (Coletânea de canções da Escola Dominical)
- "Young People's Songs of Praise" (Canções de louvor dos Jovens)

Entre os hinos mais conhecidos que lhe são devidos:
- "The Ninety and Nine" (A ovelha perdida)
- "There'll Be No Dark Valley" (Nenhum vale escuro)
- "A Shelter in the Time of Storm" (Um abrigo na hora da tempestade)
- "When the Mists Are Rolled Away" (Quando a névoa aumenta)
- "Faith is the Victory" (A fé é a vitória)

A melodia do hino de nº 348, “Confiando em meu Jesus, d’êle vem-me paz e luz” do Cantor Cristão (edição 1971) da Igreja Batista é de sua autoria - tradução da letra para o português por William Edwin Entzminger. Moody pediu que ele fizesse a melodia para a letra de Edgar Page-Stites.
"The Ninety and Nine" foi traduzida para o português pelos escoceses Robert e Sarah Kalley, em 1877, com o nome “A ovelha perdida”. É o hino de nº 255 do hinário Novo Cântico da Igreja Presbiteriana do Brasil.